# Новохатское
Новохатское (укр. Новохатське) — село на Украине, находится в Великоновосёлковском районе Донецкой области.
Код КОАТУУ — 1421284404. Население по переписи 2001 года составляет 244 человека. Почтовый индекс — 85512. Телефонный код — 6243.

## История
С 2020 года расположено в Комарской общине Волновахского района.
15 июля 2025 года, в ходе боёв на новопавлоском направлении, село занято ВС РФ.

## Адрес местного совета
85512, Донецкая область Великоновосёлковский район, с. Поддубное пр-т Киевский, 30, 97-1-34